# Stilo
Stilo ist eine italienische Gemeinde in der Metropolitanstadt Reggio Calabria in Kalabrien mit 2337 Einwohnern (Stand 31. Dezember 2023) und ist Mitglied der Vereinigung I borghi più belli d’Italia (Die schönsten Orte Italiens).

## Lage und Daten
Stilo liegt 148 km nordöstlich von Reggio Calabria an der südöstlichen Seite der Serre. Die Nachbargemeinden sind Bivongi, Brognaturo (VV), Camini, Guardavalle (CZ), Monasterace, Mongiana (VV), Nardodipace (VV), Pazzano, Serra San Bruno (VV), Spadola (VV) und Stignano.

## Sehenswürdigkeiten
In Stilo steht die Kirche Cattolica di Stilo, eine gut erhaltene und elegante byzantinische Kirche, die im 10. Jahrhundert erbaut wurde. Im Ort gibt es ferner einen Dom aus dem 13.–14. Jahrhundert mit einem gotischen Portal und romanischen Reliefs an der Fassade und die Grotta di Sant'Angelo.

## Personen aus Stilo
- Tommaso Campanella (eigentlich: Giovanni Domenico) (1568–1639), italienischer Philosoph, Dominikaner, Dichter und Politiker
- Francesco Cozza (1605–1682), italienischer Maler des Barock